# 高新中站
高新中站是一个属于深圳地铁13号线的地铁车站，位于中华人民共和国广东省深圳市南山区科苑路与高新中二路、科华路交叉口。

## 车站结构
本站为地下二层岛式车站。

### 车站楼层

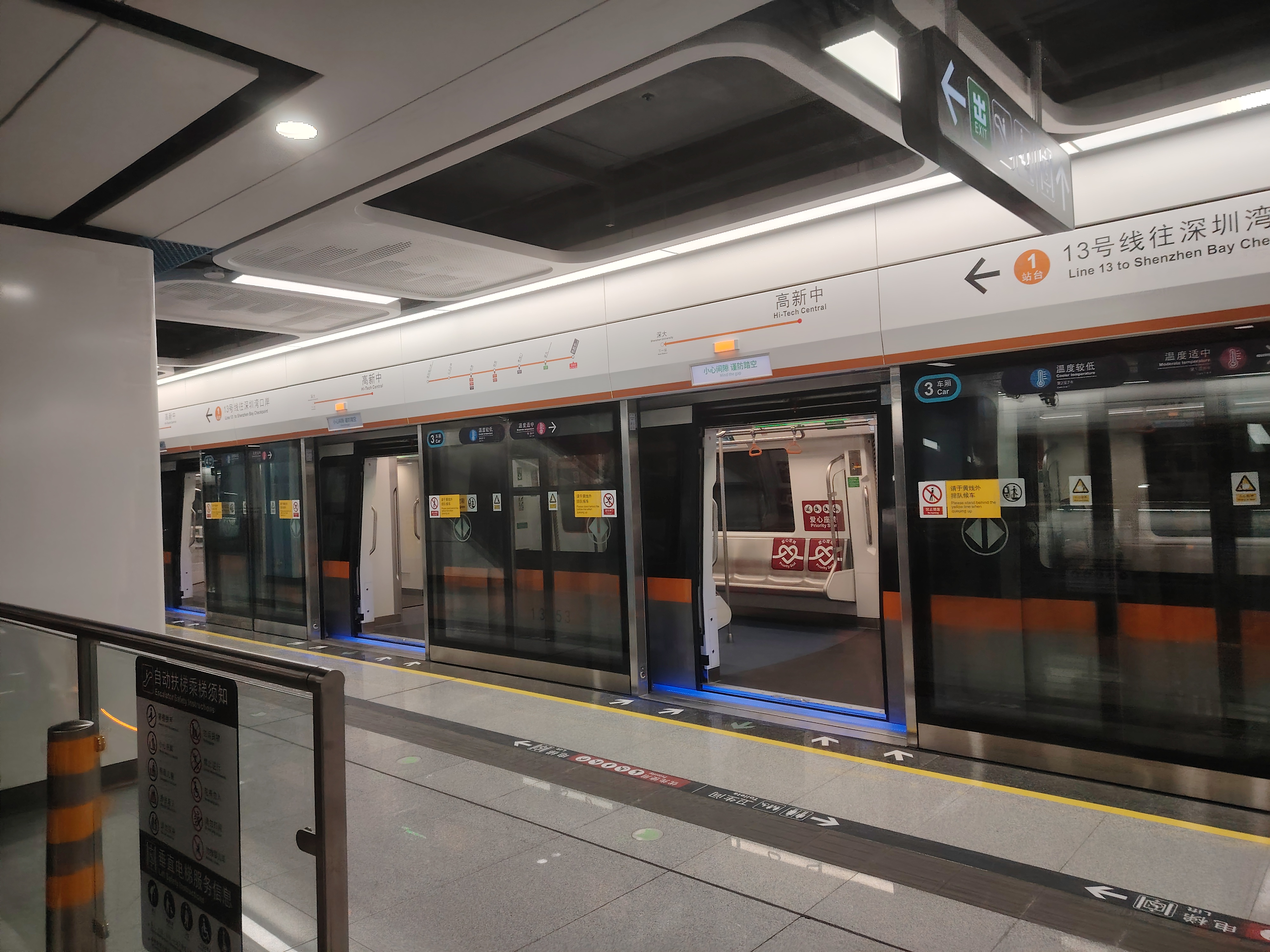
始发站台

| 地面              | -    | 出入口 |   |  |
| 地下一层          | 站厅 | 售票机、客务中心、车站控制室                                                                                      |   |  |
| 地下二层          | 月台 | \| \| 1 \| 13號線往深圳湾口岸（深大） \| \| \| \| 島式 · 開左邊车门 \| \| \| \| \| \| \| \| 13號線落客 \| 2 \| \| |   |  |
|                   | 1    | 13號線往深圳湾口岸（深大）                                                                                        |   |  |
| 島式 · 開左邊车门 |      | |   |  |
|                   |      | 13號線落客 | 2 |  |

## 历史
- 2017年7月26日，深圳市地铁集团有限公司发布《深圳市城市轨道交通13号线工程环境影响报告书》，其中包含本站，工程名为科兴站[3]。
- 2019年2月20日，本站正式开工[4]。
- 2019年7月20日，本站第一阶段一期交通疏解倒边顺利完成[1]。
- 2019年8月10日，本站开工前提条件验收及抗拔桩钢筋笼首件验收顺利通过[5]。
- 2019年8月19日，本站地连墙钢筋笼首件验收顺利通过[6]。
- 2019年9月30日，本站电力主管道建设工作顺利完成[4]。
- 2020年4月27日，本站最后一条电力管线割接作业顺利完成[4]。
- 2020年10月25日，本站第一阶段二期交通疏解倒边顺利完成[7]。
- 2021年1月31日，本站主体围护结构地连墙施工完成，主体工程顺利围闭[8]。
- 2021年2月20日，本站1-17轴深基坑开挖条件验收顺利通过，标志着该站全面进入土方开挖阶段[2]。
- 2022年4月22日，深圳市规划和自然资源局发布《关于〈深圳市轨道四期相关线路站名规划〉批准方案的公告》，本站由工程名“科兴站”更名为正式站名“高新中站”[9]。

## 出口
本站有五個出入口。
| 出口编号                                                | 主出口图片 | 垂直电梯图片 | 指示               | 建议前往的目的地                  |
| ------------------------------------------------------- | ---------- | ------------ | ------------------ | --------------------------------- |
| · 坡道位于垂直电梯处                                    |            | 不適用       | 科苑北路东侧（南） | - 科苑北路东侧（南） - 讯美大厦   |
| 出口 · C · 盲道标志 · 无障碍通道标志 · 扶手电梯标志     |            | 不適用       | 科苑北路西侧（北） | - 科苑北路西侧（北） - 科兴科技园 |
| 出口 · D · 盲道标志                                     |            | 不適用       | 科苑北路西侧（南） | - 科苑北路西侧（南） - 科兴科技园 |
| 註： 設有 \| 設有 \| 設有 \| 設有扶手電梯 \| 設有洗手間 |            |              |                    |                                   |